# Guillermo Díaz-Plaja
Guillermo Díaz-Plaja Contestí (* 25. November 1909 in Manresa; † 27. Juli 1984 in Barcelona) war ein spanischer Essayist, Dichter, Literaturkritiker und Historiker der spanischen Literatur.

## Leben
Guillermo Díaz-Plaja wurde am 25. November 1909 in Manresa geboren. 1930 begann er mit einem Aufsatz über Rubén Darío auf dem Gebiet der Literaturkritik.
Mit 26 Jahren erhielt er den nationalen Literaturpreis für das Werk Introducción al estudio del Romanticismo español (Madrid 1936). Er war ab 1935 Ordinarius des Instituto Jaime Balmes, lehrte auch an der Wirtschaftsuniversität Barcelona, leitete 1939 bis 1970 das theaterwissenschaftliche Institut in Barcelona, und kumulierte auch sonst Ämter, Titel und Würden. Er war Ehrendoktor der Universitäten San Marcos in Lima (1973), von Cuyo, Mendoza in Argentinien (1981) und von Strassburg (1982). Seit 1970 war Mitglied der Real Academia de la Lengua Española.
Diaz-Plaja schrieb über Modernismus, Romantik, Barock, über Federico García Lorca, Juan Ramón Jiménez über Valle-Inclán und Eugenio d’Ors und nicht zuletzt über sich selbst und seine Reisen.
Er ist Bruder des Schriftstellers Fernando Díaz-Plaja und der Schriftstellerin Aurora Díaz-Plaja i Contestí sowie der Vater der Journalistin María José Díaz-Plaja und des Journalisten Guillermo Díaz-Plaja (Sohn).

## Werke (Auswahl)

### Zur Literaturgeschichte
- Historia General de las Literaturas Hispánicas. Barcelona, Editorial Barna, 1949–1967 (6 Bände)
- Hispano-américa en su literatura. Editorial Salvat, 1970

### Lyrik
- Primer cuaderno de sonetos. Cádiz, Col. Isla (Graf. Salvador Repeto), 1941.
- Las elegías de Granada. Madrid, Fantasía, 1945.
- Intimidad. Barcelona, Las ediciones de la Espiga, 1946.
- Vacación de estío. Madrid, Col. Adonais, 1948.
- Cartas de navegar. Madrid, Afrodisio Aguado, 1949.
- Vencedor de mi muerte. Madrid, Ínsula, 1953 (Prólogo de Paul Claudel).
- Los adioses. Barcelona, Las Ediciones de la Espiga, 1962.
- Belén lírico. Málaga, Librería Anticuaria El Guadalhorce, 1966.
- La soledad caminante. Poemas de América del Norte, Málaga, Ángel Caffarena, 1965.
- El arco bajo las estrellas. Barcelona, Las Ediciones de San Jorge, 1965.
- Les claus. Barcelona, Les Edicions de l’Espiga, 1965
- La soledad caminante. Poemas del Norte de América, Málaga, Librería Anticuaria El Guadalhorce, 1966.
- Zoo. Málaga, Librería Anticuaria El Guadalhorce, 1966.
- Poesía junta. Buenos Aires, Losada, 1967.
- América vibra en mí. Madrid, Cultura Hispánica, 1969.
- Las llaves. Santander, La isla de los ratones, 1972.
- Poemas de Oceanía. León, Editorial de la Institución Fray Bernardino de Sahagún, 1972.
- Poesía en 30 años (1941–1971). Barcelona, Plaza y Janés, 1972.
- Poemas en el mar de Grecia. Salamanca, Álamo, 1973.
- Poemas y Canciones del Brasil. Madrid, Cultura Hispánica, 1974.
- Conciencia del otoño. Madrid, Oriens, 1975.
- Atlas lírico. Barcelona, Plaza y Janés, 1978.

### Essays
- Epistolario de Goya. Barcelona, Editoria Mentora, 1928
- L’avantguardisme a Catalunya, Barcelona, Publicaciones La Revista, 1932
- Rubén Darío. Barcelona, Sociedad General de Publicaciones, 1930
- Introducción al estudio del romanticismo español. Madrid, Espasa Calpe, 1936
- La poesía lírica española, Barcelona, Labor, 1937
- La ventana de papel (ensayos sobre el fenómeno literario). Barcelona, Apolo, 1939
- El espíritu del Barroco. Barcelona, Apolo, 1940
- La poesía y el pensamiento de Ramón de Basterra. Barcelona, Juventud, 1941
- Hacia un concepto de la literatura española. Buenos Aires, Espasa Calpe, 1942
- El engaño de los ojos. Barcelona, Destino, 1943
- Historia de la Literatura Española. Barcelona, La Espiga, Barcelona,
- Esquema de la historia del teatro. Barcelona, Instituto del Teatro, 1944
- Federico García Lorca. Buenos Aires, Guillermo Kraft, 1948
- Modernismo frente a noventa y ocho. Madrid, Espasa Calpe, 1951
- Defensa de la crítica y otras notas. Barcelona, Editorial Barna, 1953
- Veinte glosas en memoria de Eugenio d'Ors. Barcelona, Sección de prensa de la Diputación de Barcelona, 1955
- El estilo de San Ignacio y otras páginas. Barcelona, Noguer, 1956
- Cuestión de límites. Madrid, Revista de Occidente, 1963
- El estudio de la literatura. Barcelona, Sayma, 1963
- Las estéticas de Valle Inclán. Madrid, Gredos, 1965
- Los monstruos y otras literaturas. Barcelona, Plaza y Janés, 1967
- La letra y el instante. Madrid, Editora Nacional, 1967
- Con variado rumbo. Barcelona, Planeta, 1967
- África por la cintura. Barcelona, Juventud, 1967
- La linterna intermitente: anotaciones a la actualidad cultural. Madrid, Prensa Española, 1967.
- Trópicos. Valencia, Prometeo, 1968
- La literatura universal. Barcelona, Danae, 1968
- Soliloquio y coloquio: notas sobre lírica y teatro. Madrid, Gredos, 1968.
- Tratado de las melancolías españolas. Madrid, Sala, 1975
- En torno a Azorín: obra selecta temática. Madrid, Espasa-Calpe, 1975
- Estructura y sentido del Novecentismo Español. Madrid, Alianza Editorial, 1975
- España en sus espejos. Barcelona, Plaza Janes, 1977
- El combate por la luz. Madrid, Espasa Calpe, 1981

### Autobiografisches
- Papers d´Identitat. Barcelona, Ediciones La Espiga, 1959
- Memoria de una generación destruida. Barcelona, Delos Aymá, 1966
- Retrato de un escritor. Barcelona, Pomaire, 1978.